# Hardcore Henry
Hardcore Henry (ros. Хардкор, Chardkor) – rosyjsko-amerykański fantastycznonaukowy film akcji napisany i wyreżyserowany przez Ilję Najszullera, który – obok Timura Biekmambietowa – był również jednym z jego współproducentów. Film w całości nakręcony został z perspektywy pierwszej osoby.

## Fabuła
Henry budzi się w laboratorium, gdzie naukowiec Estelle mówi mu, że jest jego żoną, a on został poskładany z cybernetycznych części po wypadku, w którym stracił pamięć i zdolność mówienia. Samolot, na którym znajduje się laboratorium, zostaje zaatakowany przez grupę najemników pod dowództwem posiadającego telekinetyczne zdolności Akana, twierdzącego, że badania Estelle stanowią jego własność. Henry’emu i Estelle udaje się uciec ze statku, kobieta zostaje jednak porwana przez Akana. Na pomoc mężczyźnie przychodzi tajemniczy Jimmy, mający zatarg z najemnikiem.

## Obsada
- Siergiej Walajew, Andriej Diemientjew, Ilja Najszuller i inni jako Henry
- Sharlto Copley jako Jimmy
- Daniła Kozłowski jako Akan
- Haley Bennett jako Estelle
- Tim Roth jako ojciec Henry’ego
- Andriej Diemientjew jako Śliski Dmitrij
- Cyrus Arnold jako Nat
- Ilja Najszuller jako Timothy
- Will Stewart jako Robbie
- Darja Czarusza jako Katia
- Swietłana Ustinowa jako Olga
- Aleksiej Karaś jako muskularny cyborg (cyborg nr 9)

## Produkcja
Pomysł na film narodził się podczas realizacji teledysków do utworów „Bad Motherfucker” i „The Stampede”, które Najszuller i Walajew nakręcili dla swojego zespołu, Biting Elbows, również wykorzystując do tego celu kamery GoPro i kręcąc je z perspektywy pierwszej osoby. Film częściowo sfinansowany został za pośrednictwem zbiórki crowdfundingowej na stronie internetowej Indiegogo, podczas której twórcy zebrali około 250 tys. dolarów.
Film kręcony był przy użyciu kamer GoPro przymocowanej na specjalnie zaprojektowanej do tego celu przez reżysera maski, nazywanej „Adventure Mask”, oraz systemów stabilizujących wykorzystujących elektronikę lub magnesy, stworzonych przez autora zdjęć Wsiewołoda Kaptura. Najszuller ostatecznie zdecydował się na magnesy, które jego zdaniem bardziej przypominały naturalny sposób poruszania się ludzkiej głowy. Setki ujęć z kamer zostało następnie zmontowanych w taki sposób, żeby stworzyć z nich film mający ciągłą fabułę. Większość efektów wizualnych w filmie stworzona została przy wykorzystaniu wolnego oprogramowania Blender.
W Henry’ego początkowo wcielał się rosyjski kaskader i operator Siergiej Walajew, jednak osprzęt, który nosił podczas zdjęć, doprowadziły do poważnych bólów pleców. Rola przekazana została Andriejowi Diemientjewowi, grającemu także drugoplanową rolę Śliskiego Dmitrija, ale i on z czasem zaczął doznawać bólów pleców, a dodatkowo stracił ząb, kiedy przypadkowo uderzony został przez kaskadera. W scenach, w których postaci grane przez Daniłę Kozłowskiego i Sharlta Copleya zwracają się bezpośrednio do Henry’ego, Walajew i Diemientjew – za radą Copleya – nosili przyciemniane okulary, żeby aktorzy patrzeli na nie, a nie w kamerę. W niektórych scenach w Henry’ego wcielał się sam Najszuller, a łącznie postać tę odgrywało trzynaście osób – aktorów i kaskaderów.

## Dystrybucja
Światowa premiera filmu miała miejsce 12 września 2015 roku podczas Międzynarodowego Festiwalu Filmowego w Toronto, gdzie spotkał się on z zainteresowaniem amerykańskich wytwórni Lionsgate, Universal i STX Entertainment, walczących o prawa do jego dystrybucji. Podczas festiwalu film zdobył nagrodę Grolsch People’s Choice Midnight Madness. Ostatecznie prawa do dystrybuowania filmu na świecie za 10 milionów dolarów nabyło STX, dla którego był to pierwszy festiwalowy zakup i który na potrzeby światowej dystrybucji zmienił jego tytuł na Hardcore Henry. Do dystrybucji kinowej film trafił na początku kwietnia 2016 roku, z kolei w czerwcu wydany został na DVD i Blu-ray.

## Odbiór

### Box office
Na całym świecie film zarobił 14,3 miliona dolarów amerykańskich, z czego 9,3 miliona w Ameryce Północnej. Przedpremierowe prognozy sugerowały, że w pierwszy weekend wyświetlania w amerykańskich kinach film zarobi od siedmiu do dziesięciu milionów dolarów na 3015 kopiach, przegrywając z Szefową, ale wyprzedzając Destrukcję. W premierowy weekend film wygenerował w amerykańskich kinach przychód w wielkości 5,1 miliona dolarów, debiutując na 5. miejscu zestawienia box office. Po dwóch tygodniach został wycofany z 2496 kin, co przełożyło się na drugi co do skali spadek oglądalności w trzecim tygodniu wyświetlania w amerykańskich kinach. Pod tym względem film ustępuje jedynie Mów mi Dave z 2009 roku, który został wycofany z 2523 kin.

### Reakcje krytyków
Film spotkał się z mieszanym przyjęciem ze strony krytyków. Dobrze przyjęty został przez krytyków rosyjskich – średnia jego ocen w rosyjskim agregatorze recenzji Kritikanstwo wynosi 7,8/10 na podstawie 48 opinii, z czego tylko jedna była negatywna. Gorzej film odebrany został przez krytyków amerykańskich – w serwisie Rotten Tomatoes średnia jego ocen wynosi 5,2/10 na podstawie 116 recenzji, z kolei w Metacritic 51/100 na podstawie 30 recenzji. Widzowie serwisu CinemaScore wystawili ocenę C+ na skali, w której najlepszą oceną jest A+, a najgorszą – F.